# Wald-Weg-Zeichen

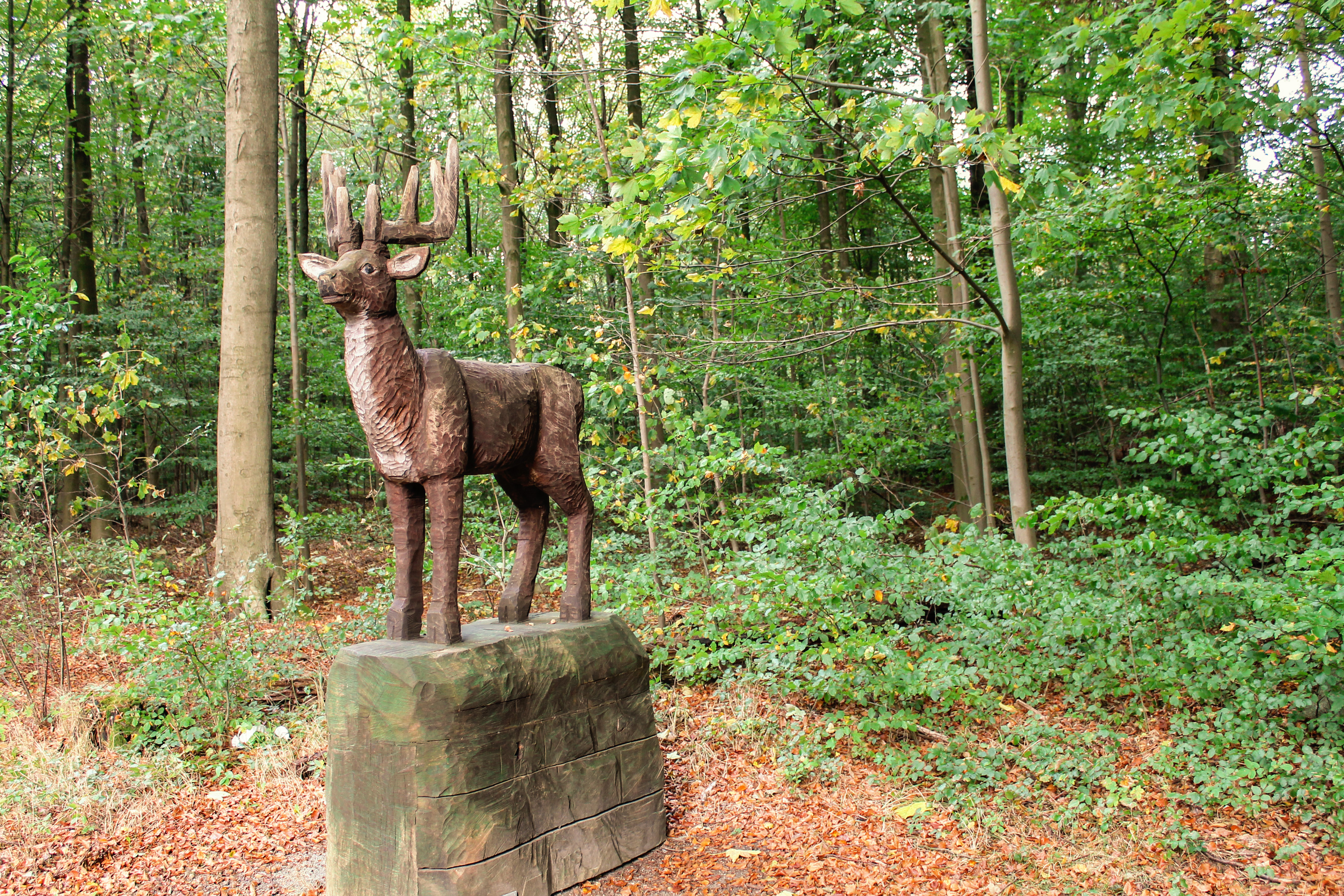
Reinhard Osiander – Hirsch 2011

Der Skulpturenpfad Wald-Weg-Zeichen befindet sich im sogenannten Friedeholz, einem Waldgebiet der niedersächsischen Stadt Syke im Landkreis Diepholz.

## Konzept
Im Waldgebiet Friedeholz zwischen Kreismuseum Syke und Syker Vorwerk liegt der Kunstbereich Wald-Weg-Zeichen. Derzeit besteht der Kunstpfad aus sieben hölzernen Skulpturen unterschiedlicher Künstler, die inhaltlich und formal einen Bezug zu ihrem Standort – dem Wald – herstellen. Anlass für die Idee waren die Arbeiten von Louis Niebuhr aus dem Jahr 2001, die den Initiatoren Ralf Vogeding veranlassten, die Kulturzentren Kreismuseum Syke und Syker Vorwerk entlang eines Kunstpfades fußläufig miteinander zu verbinden. Dabei sollte die Anordnung der Kunstobjekte den Charakter eines Rundweges erhalten, auf dem man zwischen den ca. 1,5 Kilometer entfernten Institutionen pendeln kann.

Ein wesentliches Merkmal der Wald-Weg-Zeichen ist die Veränderung. Im Zyklus der Jahreszeiten wechselt der Ausstellungsort Wald unablässig sein Aussehen. Die Skulpturen sind aufgrund ihrer exponierten Standorte dem Einfluss der Natur ausgesetzt; den Prozess der Verwitterung und des Verfalls haben die Künstler daher eingeplant. Sollte der Zustand einzelner Kunstwerke Sicherheitsbestimmungen des Forsts verletzen, oder aber die Aussage des Kunstwerks aufgrund seiner äußerlichen Erscheinung nicht mehr gegeben sein, werden diese entfernt. Daneben sieht das Konzept der Wald-Weg-Zeichen vor, dass weitere Skulpturen den Kunstpfad kontinuierlich erweitern.

## Skulpturen
- Louis Niebuhr – Kernschnitte polar/bipolar, 2001 (2010 demontiert)
- Louis Niebuhr – Doppeldelta, 2001 (2010 demontiert)
- Eckhard Wesche – Zeichen, 2003 (2007 demontiert)
- Detlef Fritz Voges – Märchenplatz, 2005
- Regine Hawellek – Zwei, 2006
- Ulrike Gölner – Große Wellenform, 2007
- Adam – Handzeichen, 2008/2014/2018
- Pablo Hirndorf – aRound, 2010
- Reinhard Osiander – Hirsch, 2011
- Markus Keuler – Waldtaucher, 2012
- Uwe Schloen – Tankstelle, 2015

## Fotogalerie

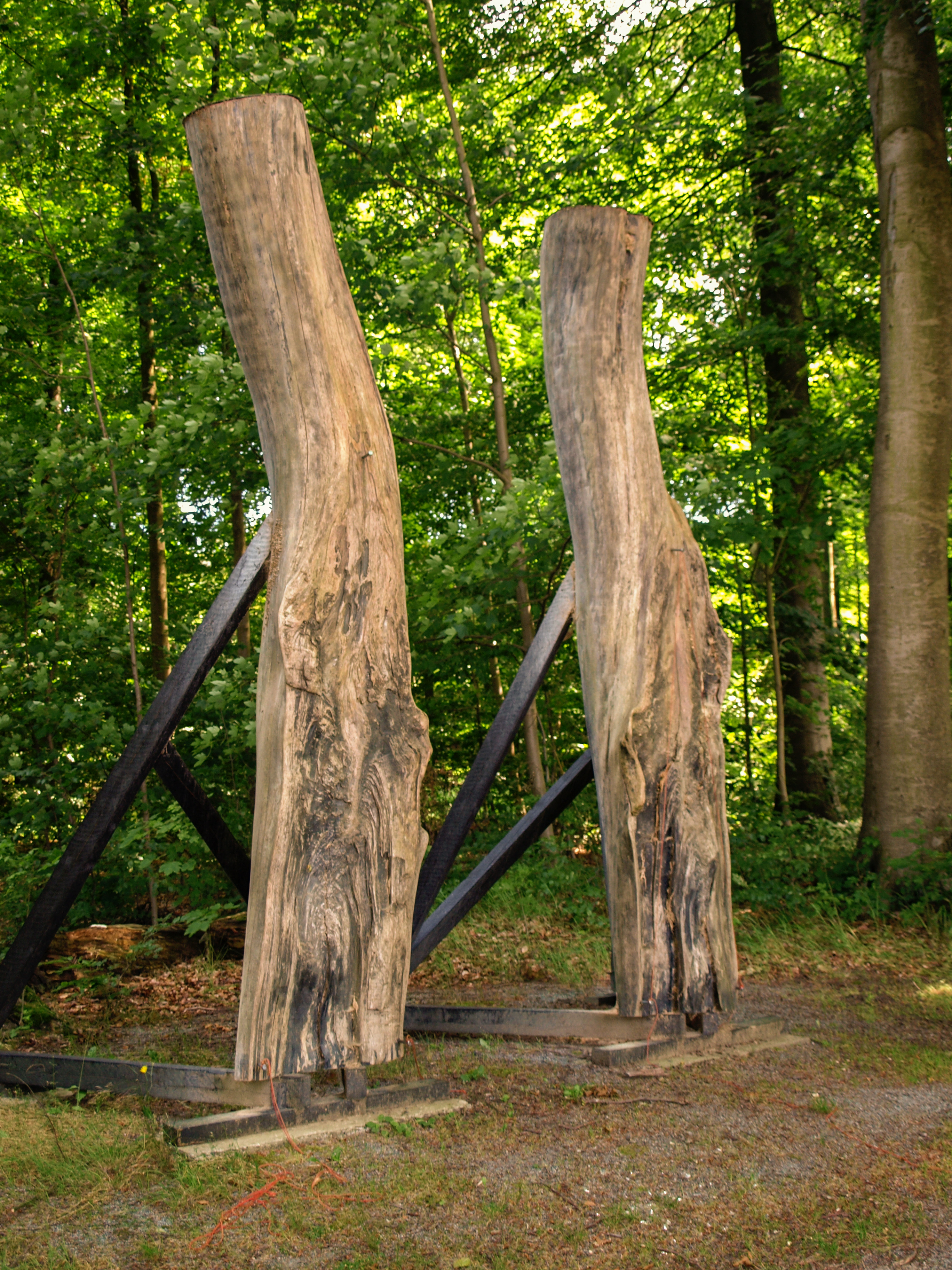
Doppeldelta, Louis Niebuhr
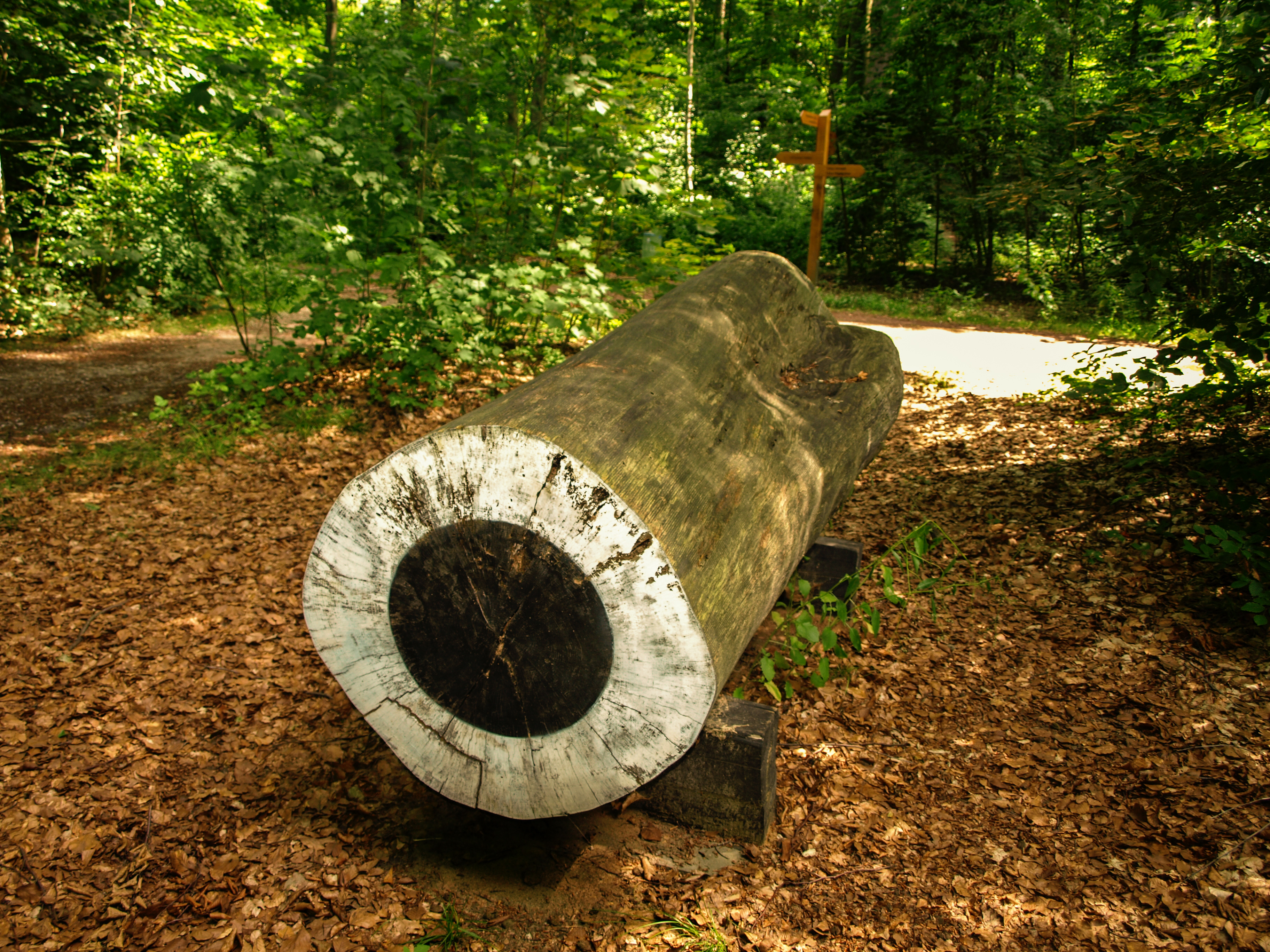
Kernschnitte polar-bipolar, Louis Niebuhr
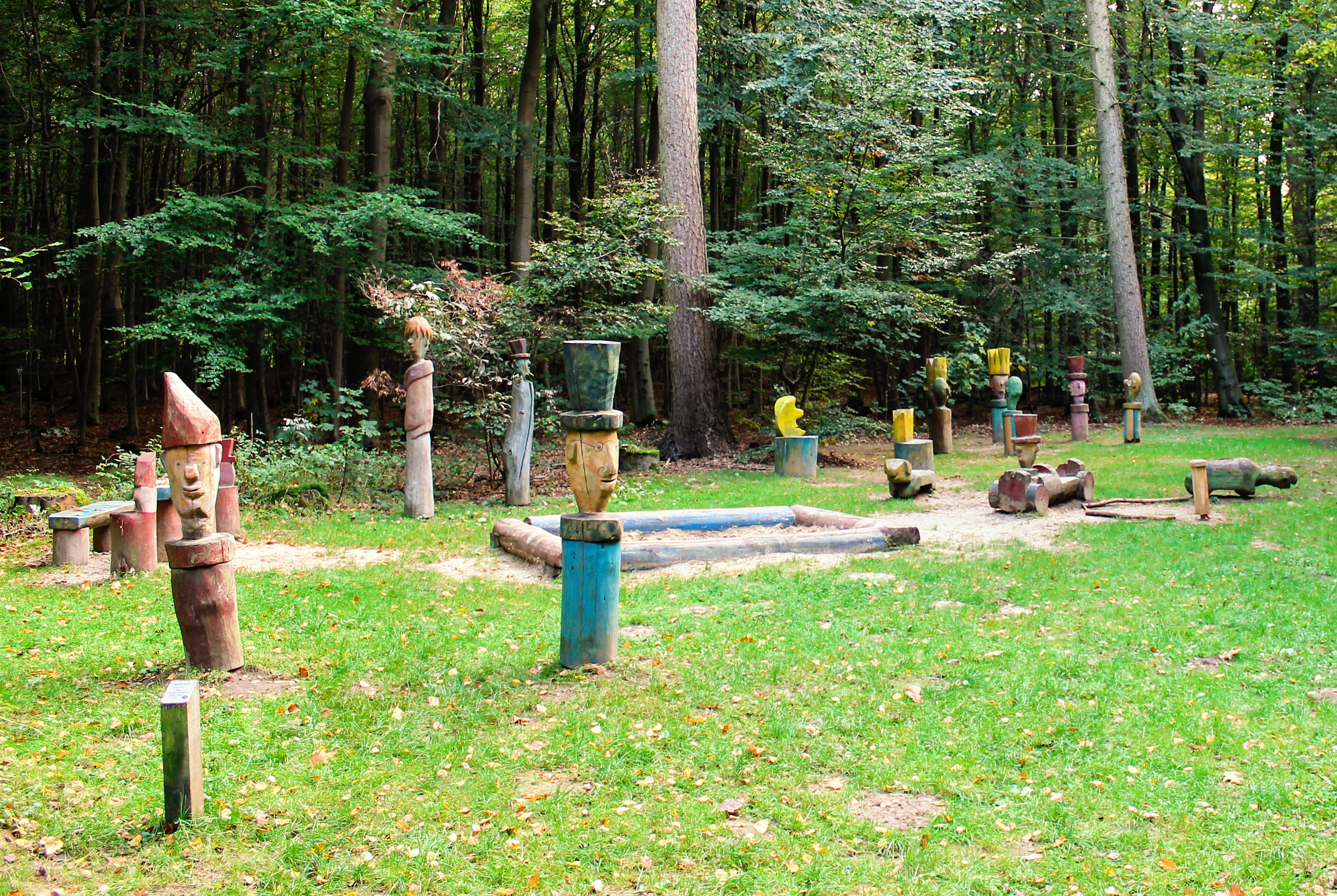
Märchenplatz, Detlef Fritz Voges
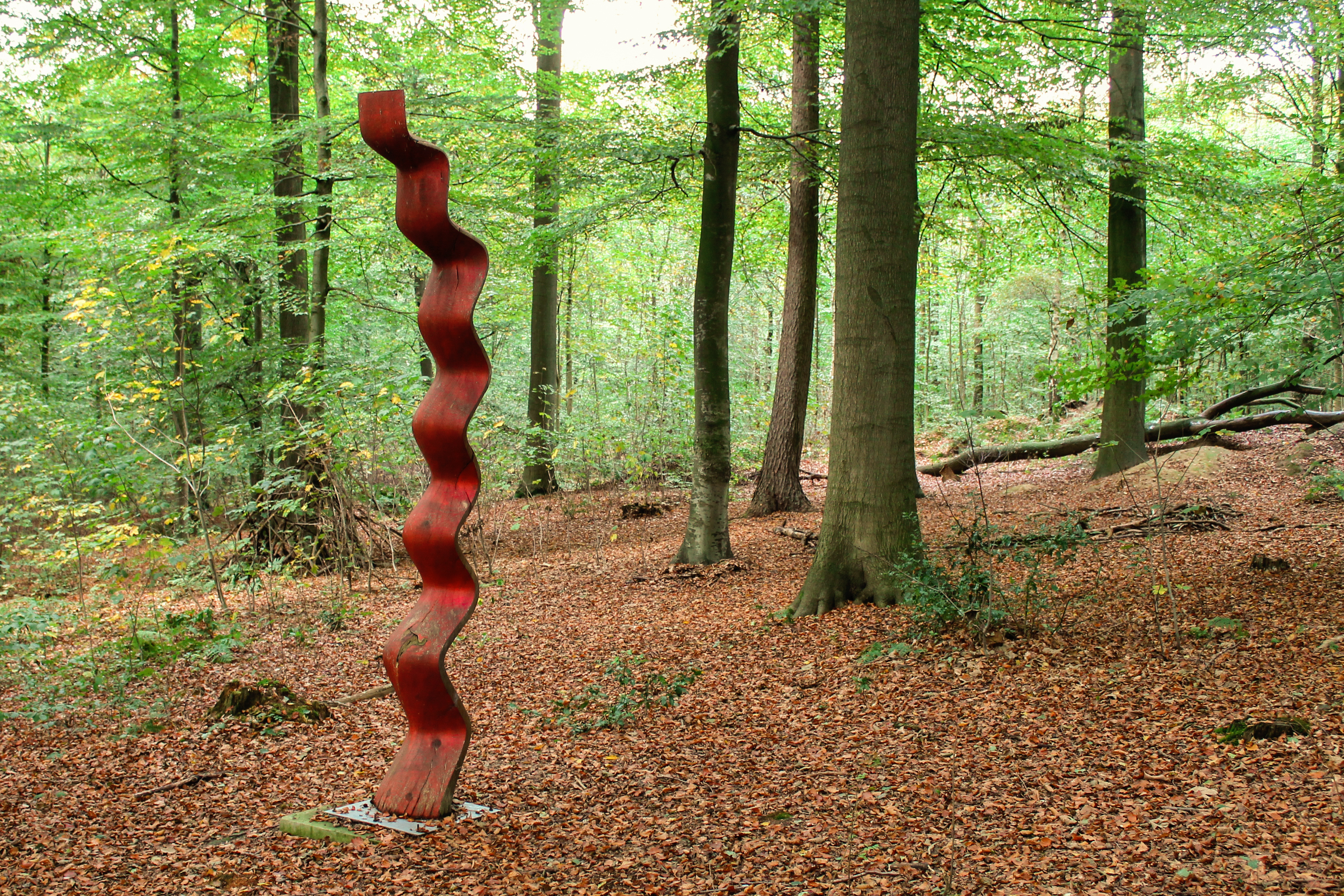
Große Wellenform, Ulrike Gölner
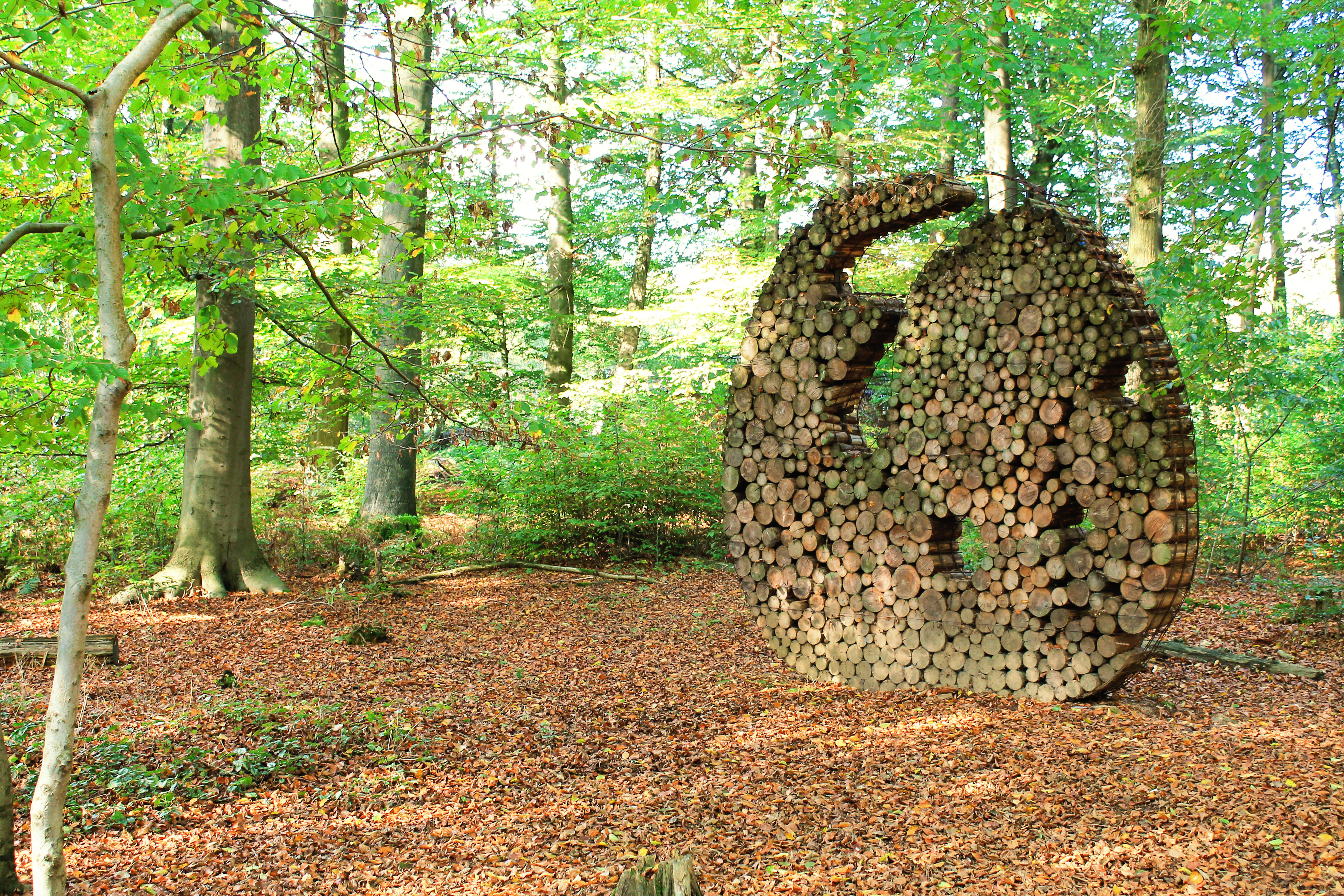
aRound, Pablo Hirndorf
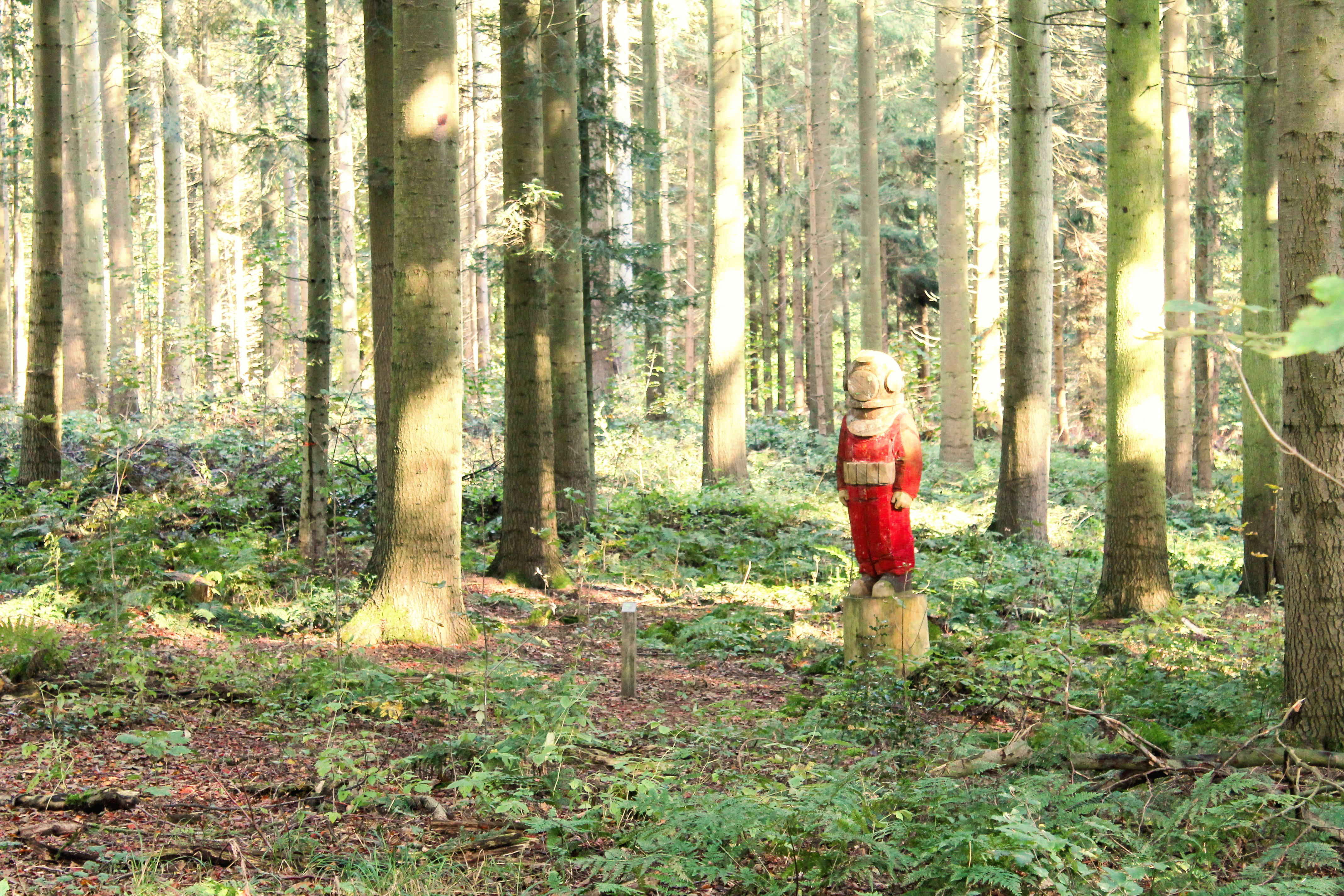
Waldtaucher, Markus Keuler